# Окай Йокушлу
Окай Йокушлу (тур. Okay Yokuşlu, нар. 9 березня 1994, Ізмір) — турецький футболіст, півзахисник клубу «Трабзонспор» та національної збірної Туреччини.

## Клубна кар'єра
Народився 9 березня 1994 року в місті Ізмір. Вихованець юнацьких команд футбольних клубів «Каршияка» та «Алтай». 20 січня 2010 року він дебютував за першу команду «Алтая» у турецькій Першій лізі, вийшовши в основному складі в гостьовому поєдинку проти «Карталспора». Через три дні Йокушлу забив свій перший гол у професійній кар'єрі, зрівнявши рахунок у кінцівці домашнього матчу з «Ордуспором». Всього провів за рідну команду два сезони, взявши участь у 33 матчах чемпіонату.
Своєю грою за цю команду привернув увагу представників тренерського штабу клубу турецької Суперліги «Кайсеріспора», до складу якого приєднався 2011 року. Відіграв за команду з Кайсері наступні чотири сезони своєї ігрової кар'єри (сезон 2014/15 у Першій лізі). 16 вересня 2011 року він дебютував у Суперлізі, вийшовши в основному складі в домашній грі з «Антальяспором». 23 жовтня того ж року Окай Йокушлу забив свій перший гол в рамках Суперліги, відзначившись у домашньому поєдинку проти «Сівасспора». Більшість часу, проведеного у складі «Кайсеріспора», був основним гравцем команди.
8 липня 2015 року уклав контракт з клубом «Трабзонспор», у складі якого провів наступні три роки своєї кар'єри гравця. Граючи у складі «Трабзонспора» також здебільшого виходив на поле в основному складі команди.
15 червня 2018 року Окай Йокушлу підписав 5-річний контракт з «Сельтою». 2 лютого 2019 року забив перший гол у Ла Лізі, вразивши ворота «Севільї» в домашньому матчі (1:0). Станом на 30 червня 2019 року відіграв за клуб з Віго 30 матчів в національному чемпіонаті.

## Виступи за збірні
2009 року дебютував у складі юнацької збірної Туреччини (U-15), загалом на юнацькому рівні взяв участь у 61 іграх, відзначившись 10 забитими голами. У 2010 році з командою до 17 років був учасником юнацького чемпіонату Європи і досяг з командою півфіналу. Згодом з командою до 20 років взяв участь у домашньому молодіжному чемпіонаті світу 2013 року, де в третьому матчі групового турніру забив вирішальний гол у грі з Австралією (2:1), який дозволив команді вийти в плей-оф.
Протягом 2012—2016 років залучався до складу молодіжної збірної Туреччини. На молодіжному рівні зіграв в 11 офіційних матчах.
17 листопада 2015 року дебютував в офіційних іграх у складі національної збірної Туреччини, вийшовши на заміну в домашньому товариському матчі проти збірної Греції. 27 березня 2018 року він забив свій перший гол за національну збірну, відзначившись у гостьовому товариському матчі з Чорногорією.